# Ernährungsphysiologie
Ernährungsphysiologie ist ein Zweig der Physiologie, der untersucht, in welcher Menge und Zusammensetzung Lebensmittel und Nährstoffe dem Organismus zugeführt werden müssen, damit dieser je nach Alter, Geschlecht und Lebensbedingungen optimal ernährt wird.
Inhaltlich ist eine Unterteilung in Pflanzenphysiologie, Tierphysiologie und Humanphysiologie üblich.

## Anwendungsbereiche
Die Ernährungsphysiologie überschneidet sich außerdem sowohl mit der Ernährungswissenschaft als auch mit der Biochemie. In der Tierzucht sollen ernährungsphysiologische Forschungen die Tierernährung, Futtermittel und Nährstoffbedarfsnormen für Nutztiere optimieren. 
In der Medizin und der Veterinärmedizin liegt besonderes Augenmerk auf der Vermeidung oder frühzeitigen Erkennung von Stoffwechselkrankheiten, Mangel- und Fehlernährungen sowie krankheitsbedingter Unterernährung.
Bei Menschen variieren der Bedarf an Nährstoffen und der Grundumsatz, ernährungsphysiologisch betrachtet, nicht nur für unterschiedliche Altersgruppen, sondern auch für Personengruppen, die durch besondere Lebensumstände, veränderte Ansprüche haben. Hierzu zählen unter anderem Wachstumsphasen, eine Schwangerschaft oder harte, körperliche Arbeit.
Angewendet werden die Erkenntnisse der Ernährungsphysiologie in der Ernährungsmedizin und in der Diätetik.
In Studiengängen für Agrarwissenschaften, Ernährungswissenschaft und/oder Nutztierwissenschaften gibt es entweder sparate Lehrstühle für Ernährungsphysiologie, oder Professuren, bei denen diese mit Tierernährung zusammengefasst wird.